# Mamadou Keïta (escrime)
Pour les articles homonymes, voir Mamadou Keïta et Keita.
Mamadou Keïta, né le 18 novembre 1984 à Dakar, est un escrimeur sénégalais. Il a remporté le premier titre de champion d'Afrique d'escrime de l'histoire de son pays, gagnant ainsi une place aux Jeux olympiques de 2008 à Pékin.

## Carrière
Il intègre l'équipe nationale en 2003. Électricien de formation, il ne participe pratiquement pas aux tournois de la coupe du monde d'escrime, dont la plupart délaissent le continent africain. Après s'être essayé aux trois armes, il choisit le sabre, avec lequel il obtient ses meilleurs résultats en compétition. Il a notamment l'avantage d'être gaucher, caractéristique peu répandue parmi les tireurs africains. Contrairement à certains des meilleurs escrimeurs africains qui s'entraînent dans des clubs européens, Keïta reste au Sénégal, un choix qui le prive non seulement de bonnes infrastructures, mais surtout de la proximité des grandes compétitions et des meilleurs tireurs internationaux, ce qui limite sa progression.
C'est en 2007 qu'il obtient un premier podium continental en prenant la deuxième place aux Jeux africains de 2007. Dès l'année suivante, il remporte la médaille d'or (la première pour un escrimeur sénégalais) aux championnats d'Afrique, et se qualifie par la même occasion pour les Jeux olympiques de Pékin 2008, où il remporte son match du premier tour contre le Japonais Satoshi Ogawa en comblant un retard de cinq touches (mené 7-12), puis passant à une touche de l'élimination (12-14) avant de marquer les trois derniers points du match. Son parcours olympique s'arrête au second tour contre le Roumain Rareş Dumitrescu, quatrième du classement mondial (7-15).
Il défend avec succès son titre continental en 2009. Son meilleur résultat aux championnats du monde d'escrime est une 44e place, obtenue en 2010 à Paris, qui correspond à une qualification pour le tableau final de la compétition comprenant 64 tireurs, puis une élimination au premier tour dudit tableau, stade qu'il a atteint cinq fois consécutives entre 2007 et 2013. 
Sa carrière sportive s'arrête en 2013, après un échec en qualification pour les Jeux olympiques de Londres en 2012 et une défaite contre son petit frère Ibrahima Keïta en quarts de finale des championnats d'Afrique. Reconverti maître d'armes, il entraîne l'équipe d'Algérie de sabre depuis février 2019 en collaboration avec la Sud-Coréenne Lee Shin-mi, olympienne en 2004 et 2008 et médaillée aux championnats asiatiques.

## Palmarès
- Championnats d'Afrique d'escrime (en individuel)
  -  Médaille d'or aux championnats d'Afrique d'escrime 2009 à Dakar
  -  Médaille d'or aux championnats d'Afrique d'escrime 2008 à Casablanca
  -  Médaille d'argent aux championnats d'Afrique d'escrime 2012 à Casablanca
  -  Médaille de bronze aux championnats d'Afrique d'escrime 2010 à Tunis
- Championnats d'Afrique d'escrime (par équipes)
  -  Médaille d'argent aux championnats d'Afrique d'escrime 2010 à Tunis
  -  Médaille de bronze aux championnats d'Afrique d'escrime 2013 au Cap
  -  Médaille de bronze aux championnats d'Afrique d'escrime 2012 à Casablanca
  -  Médaille de bronze aux championnats d'Afrique d'escrime 2011 au Caire
  -  Médaille de bronze aux championnats d'Afrique d'escrime 2009 à Dakar
  -  Médaille de bronze aux championnats d'Afrique d'escrime 2008 à Casablanca
- Jeux africains (en individuel)
  -  Médaille d'argent aux Jeux africains de 2007 à Alger
- Jeux africains (par équipes)
  -  Médaille de bronze aux Jeux africains de 2007 à Alger

## Classement en fin de saison
| Année | 2005 | 2006 | 2007 | 2008 | 2009 | 2010 | 2011 | 2012 | 2013 |
| ----- | ---- | ---- | ---- | ---- | ---- | ---- | ---- | ---- | ---- |
| Rang  | 487  | 458  | 41   | 32   | 26   | 53   | 79   | 45   | 84   |